# Mark Scanlon
Mark Scanlon (Sligo, 10 oktober 1980) is een voormalig Iers wielrenner.

## Carrière
Scanlon, wereldkampioen op de weg bij de Junioren in 1998, liep in 2000 stage bij Linda McCartney Racing Team en kreeg daarna een profcontract aangeboden voor 2001. In 2002 liep hij enkele maanden stage bij AG2R, waarna hij een contract kon tekenen voor de Franse ploeg. In 2003 won hij een etappe in de Ronde van Denemarken. Een jaar later nam hij deel aan de Ronde van Frankrijk waar hij geen potten kon breken.
In 2007 veranderde Mark Scanlon opnieuw van werkgever en ging hij voor het Amerikaanse Toyota-United Pro Cycling Team rijden. Na dat seizoen zette hij een punt achter zijn professionele wielerloopbaan.

## Belangrijkste overwinningen
1998
- Iers Kampioen op de weg, Junioren
- WK op de weg, Junioren

2002
- Iers kampioen op de weg, Elite

2003
- Iers kampioen op de weg, Elite
- 1e etappe Ronde van Denemarken

2004
- GP van Tallinn-Tartu

## Resultaten in voornaamste wedstrijden
| Jaar | Ronde van Italië | Ronde van Frankrijk | Ronde van Spanje |
| ---- | ---------------- | ------------------- | ---------------- |
| 2003 |                  |                     |                  |
| 2004 |                  | 89e                 |                  |

| Jaar | Milaan-San Remo | Gent-Wevelgem | Amstel Gold Race | Bretagne Classic |
| ---- | --------------- | ------------- | ---------------- | ---------------- |
| 2003 | 158e            |               |                  | 6e               |
| 2004 | 78e             | 33e           | 86e              |                  |

Wielerploegen van Mark Scanlon
Axelsson (tot 01/09) ·
van Bon ·
Bouchard-Hall ·
Chotard (tot 15/09) ·
Cooke ·
Drew ·
Fraser ·
Frischkorn ·
Guidi ·
Horner (tot 15/09) ·
Koerts ·
Landis ·
McRae (tot 31/08) ·
Moninger ·
Peters ·
Pic ·
Sayers ·
Scanlon ·
Stojanov ·
Teterioek ·
Tonkov ·
Van Bondt ·
Van Petegem (tot 12/09) ·
Vansevenant ·
Vogels ·
Wayne ·
Wherry ·
Zajicek ·
Lechuga (stagiair) ·
Tuft (stagiair) ·
Wilson (stagiair) 
Agnolutto · 
Astarloza ·
Aus · 
Balčiūnas · 
Bergès · 
Botsjarov · 
Capelle ·
Chaurreau · 
Demarbaix (tot 31/05) · 
Estadieu · 
Flickinger ·
Grux ·
Inaudi ·  
Kasputis · 
Kirsipuu · 
Laidoun ·
Loder · 
Mändoja · 
Oriol ·
Paumier · 
Portal ·
Trastour · 
Turpin · 
Mondory (stagiair) · 
Pütsep (stagiair) · 
Scanlon (stagiair) 
Agnolutto · 
Astarloza ·
Aus (tot 20/07) · 
Bergès · 
Botsjarov · 
Brochard ·
Chaurreau ·   
Flickinger ·
Inaudi ·   
Kirsipuu · 
Laidoun ·
Loder · 
Oriol · 
Paumier (tot 31/03) · 
Portal ·
Pütsep · 
Scanlon ·
Trastour · 
Turpin · 
Armataffet (stagiair) ·
Mondory (stagiair) · 
Terretaz (stagiair)
Agnolutto · 
Astarloza ·
Bergès · 
Brochard ·
Chaurreau ·   
Dumoulin · 
Flickinger ·
Goubert · 
Inaudi ·   
Kirsipuu · 
Krivtsov ·
Laidoun ·
Mondory ·
Nazon · 
Oriol · 
Portal ·
Pütsep · 
Scanlon ·
Turpin · 
Gerrans (stagiair) · 
Pauriol (stagiair) ·
Riblon (stagiair) 
Astarloza ·
Calzati · 
Chaurreau ·  
Deignan ·  
Dessel ·
Dumoulin · 
Flickinger ·
Gerrans · 
Goubert · 
Krivtsov ·
Loubet ·
Mangel · 
Mondory ·
Nazon ·
Oesaw · 
Oriol · 
Portal ·
Pütsep · 
Riblon ·
Scanlon ·
Turpin · 
Vaitkus ·
Mandri (stagiair) ·   
Poulhiès (stagiair) ·
Sonnery (stagiair) 
Arrieta ·
Astarloza ·
Calzati · 
Chaurreau ·  
Deignan ·  
Dessel ·
Dion ·
Dumoulin · 
Dupont ·
Gadret ·
Gerrans · 
Goubert · 
Krivtsov ·
Loubet ·
Mancebo (tot 30/06) ·
Mangel · 
Mondory ·
Moreau ·
Naibo ·
Navas ·
Nazon ·
Oesaw · 
Poulhiès ·
Pütsep · 
Riblon ·
Scanlon ·
Turpin · 
Vaitkus ·
Aulas (stagiair) ·
Ebrard (stagiair) ·
Rousseau (stagiair) · 
Sonnery (stagiair) 